# André Bouny
André Bouny, né le 2 octobre 1951 à Tauriac (Lot), est un écrivain et un peintre français,, connu pour son engagement pacifiste et pour son essai Agent Orange, Apocalypse Viêt Nam,, un ouvrage exhaustif faisant autorité sur la guerre chimique menée par les États-Unis durant la guerre du Viêt Nam.
Il est également l’auteur de Cent ans au Viêt Nam,, ouvrage finaliste du prix Boccace du recueil de nouvelles 2015, et du prix Littèr'Halles 2016.
Puis de Viêt Nam, voyages d'après-guerres, avec 40 dessins de l'auteur, bouclant une trilogie en trois genres littéraires, essai, recueil de nouvelles, et récits de voyages. Triade à la fois unie et libre, puisque chaque ouvrage est autonome.
Par ailleurs, André Bouny a publié une centaine d’articles repris de par le monde au sujet de la guerre chimique menée par les États-Unis d'Amérique au Viêt Nam, d’une ampleur sans précédent dans l’histoire de l’humanité. Membre d'Action des Citoyens pour le Désarmement Nucléaire (ACDN), il est engagé dans le désarmement nucléaire.

## Biographie
Troisième d’une fratrie de six garçons dans une modeste famille paysanne du sud de la France, il nait handicapé. Son père, Ferdinand Bouny, né sur la commune de Carennac, Lot, le 4 septembre 1914 – illettré à l’instar de son père, Antonin, et de sa mère, Eugénie (née Carrière), qui ne surent signer sa déclaration de naissance – , il est fait prisonnier lors de la Bataille de Dunkerque durant la Seconde Guerre mondiale. Il s’évadera d’Allemagne puis, recherché, participe à l’approvisionnement en nourriture du maquis sur le causse de Gramat, à Magnagues, commune de Carennac : [cf. George Hiller, André Malraux, Paul Mézard  Cyril Watney] ; décédé en août 2003 lors de la canicule. Sa mère, Marie-Jeanne Borie (dite Agnès, enregistrée Boris par erreur de plume en mairie), née le 22 février 1924, à Tauriac, enseigne avant de se marier et élève ses enfants en travaillant sur la petite ferme ; décédée en août 2008, tandis qu’André se trouve sur le delta du Mékong.
D’hôpitaux en centres spécialisés, vingt-quatre interventions chirurgicales perturbent le cycle normal des études d'André Bouny. Sa jeunesse « sans enfance » engendre une adolescence ascétique, une conscience prématurée et une lucidité sans illusion. Outre ses dispositions artistiques, il prépare un bac de dessin industriel stoppé par un grave accident de la circulation au cours de sa dix-septième année. Par la suite, suivant des études d’odontologie à Paris, il obtient un diplôme d'État et exerce. Il proteste contre la guerre du Vietnam, dans la rue et par ses peintures exposées au Grand Palais.
Il est père de deux enfants, une fille et un garçon adoptés au Viêt Nam.

## Œuvres picturales et dessins
Sa première exposition a lieu dans les Pyrénées-Atlantiques, à Salies-de-Béarn, il a 14 ans. Puis il obtient durant deux années consécutives, en 1971 et 1972, le prix du Jury public au Salon des arts de Saint-Céré,. Lieu ou il expose une cinquantaine de toiles et dessins dans les années suivantes. Il expose à Versailles, Londres, Utrecht. Puis, en 1974, Georges Cheyssial, de l'Académie des beaux-arts, prix de Rome, l'invite à exposer au Grand Palais à Paris,.
Il manifeste, peint et dessine des œuvres contre la guerre au Viêt Nam, entre autres : 
- Paysage vietnamien, huile du 27-11-1973, exposée au Grand Palais à Paris ;
- Prémonition, mère vietnamienne à l'enfant, crayon du 18-9-1973, exposé au Grand Palais à Paris ;

Durant cette période féconde, il réalise pratiquement une œuvre par jour, effectue des projets de pochettes de disque pour Léo Ferré qui apprécie son talent ,.
- "Madame la Misère″, dessin crayon, 3 m2, 1973, Paris.
- La Mise au monde, huile sur toile, 10 m2, 1974, Saint-Céré.
- 40 dessins illustrant l’ouvrage Viêt Nam, voyages d'après-guerres[10].

## Inventions
Après de multiples activités, il invente le train « modèle Roc-Amadour ». Sous sa présidence, le Syndicat européen des entreprises de petits trains routiers obtient une législation propre à cette profession qui n’a pas jusque là de cadre juridique.

## Activisme pacifiste
Ému par la découverte du Viêt Nam ravagé par la guerre, où il rencontre mutilés et malades, il fonde, en 1994, l’association caritative DEFI, également engagée dans la campagne contre les mines antipersonnel (prix Nobel de la paix collectif en 1997, remis à Jody Williams, instigatrice de la campagne). L’association à but non lucratif expédie par bateau 300 tonnes d’équipement médical, recueilli et mis en conformité (services de chirurgie et de radiologie, maternités, cabinets dentaires, lits médicalisés, électrocardiographes, fauteuils roulants, etc.) ; pourvoit à la formation de personnel médical,, facilite le parrainage d’enfants ; informe sur l’agent orange et distribue des aides aux victimes de ce poison chimique contenant la plus toxique des dioxines : la Tétrachlorodibenzo-p-dioxine, dite aussi 2, 3, 7, 8-TCDD.
Fer de lance de la révélation postérieure à la guerre américaine au Viêt Nam du crime de l'agent orange, cause de victimes par millions, il adresse, en 2004, une lettre ouverte à John Kerry, diffusée dans la presse internationale et constitue le CIS en soutien au procès que les victimes vietnamiennes ont intenté à New York contre 37 compagnies chimiques américaines ayant fabriqué l’agent orange. La Croix-Rouge vietnamienne (en) estime entre 3 et 4 millions le nombre de personnes victimes de cette guerre chimique. Il lance officiellement le CIS au Centre d'Accueil de la Presse Étrangère - CAPE, situé alors dans la maison de Radio-France à Paris. Une centaine de sommités de la communauté scientifique et intellectuelle, juridique et artistique des cinq continents le rejoint, tels William Bourdon, Francis Boyle, Karen Parker, Coline Serreau, André Picot, Noam Chomsky, Howard Zinn, Angela Davis, Joan Baez, Stéphane Hessel, Henri Alleg, Jacques Perrin, ou encore José Bové. André Bouny explique les conséquences de ce poison dans la presse écrite nationale : Cairn.info, Revue Ballast, L’Humanité, GEO, Reporterre, comme étrangère, The Telegraph (Royaume-Uni), idnes (Chéquie), Der Spiegel (Allemagne), La Répubblica (Italie), Ileri Haber (Turquie), Voz (Suisse), PressAfrick (Afrique), Folha de S.Paulo, Rede Brasil Atual (Brésil), La Presse (Canada), VN Express international (Viêt Nam), dans les radios : France Culture (LSD, la série documentaire), France Inter (La terre au carré), RFI (C’est pas du vent), Radio Classique, Radio-Base (Venise) à Radio-Canada (Montréal) ; de RTBF La Première (Bruxelles) à la radio nationale vietnamienne La Voix du Vietnam,,, (Hanoi, et Ho-Chi-Minh-Ville), et l'émission Fréquence Terre, d'Arnaud Jouve, sur RFI, mais aussi la presse régionale, dans Nice-Matin ou Midi-Libre, La Montagne ou Ouest-France, la Dépêche du midi ou Le Télégramme, voire les radios locales, a donné des conférences dans les universités ; IUT Rodez (dépendant de l'Université Toulouse 1 Capitole ; Université Occidentale de Bretagne à Brest ; Cité de l'Espace au côté du coordinateur mondial pour la Démilitarisation et dénucléarisation de l'Espace, Bruce K. Gagnon (États-Unis) ; Rencontres Internationales pour le Désarmement Nucléaire, Biologique et Chimique (RID-NBC,) ; médiathèques, librairies, écoles, prison, cinémas, soutiens, rencontres et évènements internationaux.
Il effectue la première intervention sur les effets et les conséquences environnementales et sanitaires de l'agent orange sur la population vietnamienne au Conseil des droits de l’homme à l'ONU. Interpellation longtemps empêchée par l'ambassadeur des États-Unis auprès de l'ONU, John R. Bolton, nommé par décret du président George W. Bush – jamais approuvé par le Congrès américain comme de droit – et qui s'oppose à cette intervention durant les premières sessions du nouveau Conseil des droits de l'homme (ayant remplacé la Commission), sous peine de réduire la cotisation américaine, menace souvent évoquée face au traitement d'un sujet qui fâche dans une instance onusienne. Cet ambassadeur est poussé à la démission fin 2006 et, durant l'intérim d'Alejandro Wolff, la juriste californienne, Karen Parker, obtient l'accréditation de Bouny devant cette instance onusienne. Le 27 mars 2007, lors de la 4e session du Conseil des droits de l'homme, l'assemblée découvrira une situation au Viêt Nam occultée par vingt ans d'embargo et de cécité atlantiste,.
Il est témoin au tribunal international d’opinion tenu à Paris début 2009 (de type Russel-Sartre) en soutien aux victimes vietnamiennes de l’agent orange ; douze membres du CIS viennent à la barre. Les juges de grande notoriété, Jitendra Sharma, Président (Cour Suprême de l'Inde, Asie), et six autres juges, Adda Bekkouche (Algérie, Afrique), Juan Guzman Tapia (Chili, Amérique du Sud), Shoji Umeda (Japon, Asie), Gavil Iosif Chiuzbaian (Roumanie, Europe), Marjorie Cohn (États-Unis, Amérique du Nord) et Claudia Morcom (États-Unis, Amérique du Nord), venus de cinq continents, reconnaissent le crime d’écocide.
En juin 2010, parait son essai Agent Orange, Apocalypse Viêt Nam, fondé sur 40 années d’expérience et d’intérêt porté au peuple et à la culture du Viêt Nam, comme à son histoire, préfacé par l’historien et politologue Howard Zinn, professeur au département de science politique à l'Université de Boston, et d'un avant-propos de William Bourdon, avocat au barreau de Paris et ancien secrétaire général de la Fédération internationale des droits de l'homme.
Au mois d’août 2010, la fondation GoodPlanet de Yann Arthus-Bertrand lui offre une tribune.
Bouny est l’instigateur du procès intenté en France, début mai 2014, par une victime française d’origine vietnamienne, Mme Tran To Nga,,,, contre 26 compagnies chimiques américaines ayant produit les « herbicides » contenant la dioxine, notamment Monsanto et Dow Chemical.
Il est l'invité de Jelena Tomic sur RFI, le 12 décembre 2015, dans l'émission "Livre international"

## Publications

### Essai
- Agent Orange, Apocalypse Viêt Nam[64],[65],[66],[67],[68],[69],[70],[71],[72],[73],[74],[75],[76],[77],[78],[79], préface d’Howard Zinn, avant-propos de Me William Bourdon, Éditions Demi-Lune, 5 juin 2010 (journée mondiale de l’environnement), Paris, collection Résistances.  (ISBN 978-2-917112-11-3)

### Thème
Agent Orange, Apocalypse Viêt Nam, fruit d’une accumulation de connaissances, est un ouvrage qui fait autorité sur le sujet. Il rappelle en introduction l’histoire commune entre la France et le Viêt Nam, puis développe, point par point, l’usage du poison depuis la chasse à la guerre. Poison végétal, venin animal, toxique minéral, leurs utilisations à travers les guerres depuis l’Antiquité jusqu’à l’époque contemporaine, celle de la chimie de synthèse les imitant. Comment apparaitront « herbicides » et « défoliants », leurs buts agricoles, et militaires, les déclinant en armes de destructions massives chimiques (ADMC). Leur mise au point au cours d’essais d’un bout à l’autre de la planète s’ajoute à des méthodes scientifiques d’épandages aboutissant à la décision de les utiliser au Viêt Nam, dans une chronologie d’agents chimiques dits « arc-en-ciel », signant l’intentionnalité d’une extermination apocalyptique. Les quantités vertigineuses d’agents chimiques utilisées au Viêt Nam, mais aussi au Laos et au Cambodge, aboutiront à des coûts environnementaux et sanitaires sans précédent. Les différents domaines que couvre ce sujet complexe, technique, stratégique, chimique, environnemental, sanitaire, juridique, diplomatique, économique ; scientifique, politique et historique, y sont intégrés « admirablement », selon Jeanne Mager Stellman, auteure du dernier rapport éponyme sur l'agent orange financé par l'Académie nationale des sciences de Washington. L’impact sur différents types de forêts, mangroves, cultures, sols, rivières et littoral, y est rapporté minutieusement. Il en est de même pour la faune. La perte de la représentation du monde, désastre culturel aux invisibles répercussions humaines et sociales, traverse le livre de part en part. La pénétration de la dioxine dans l’organisme et ses effets tératogènes, ou épigénétiques transgénérationnels (étude de Michael Skinner et son équipe, Université de l'État de Washington, envoyée ultérieurement à Bouny), aboutissent à la naissance de nouveau-nés échappant à la morphologie générique humaine faisant évoquer à l’auteur un « attentat au génome humain ». Les victimes se débattent dans le filet de la financiarisation de l'économie mondiale ou sont prises dans celui de la justice des hommes. Quatre photojournalistes illustrent cet ouvrage : le Britannique Philip Jones Griffiths d’origine galloise, directeur de l'agence Magnum à Paris et Grand reporter pendant la guerre du Viêt Nam, le Néerlandais Jan Banning collaborateur de magazines internationaux, prix World Press Award en 2004, son travail fait l’objet d’expositions dans le monde, le Français Alexis Duclos agence Gamma, collaborateur des publications, Paris Match, Figaro Magazine, Stern, Géo, Time, Newsweek, et le Belge Olivier Papegnies agences Reuters et Belga, prix spécial du jury au festival international du scoop, illustrent cet ouvrage ayant fait l'objet de nombreux articles de presse et critiques de spécialistes en la matière.

### Nouvelles
Cent ans au Viêt Nam,  Éditions Sulliver  Collection Littérature actuelles, 9 octobre 2014.  (ISBN 978-2-35122-150-1) comprend : L'apprentissage (1926), Le grand marché aux coolies (1930), Un dimanche à Saigon (février 1932), Le Titan (1934), Les neuf fils de madame Thu (octobre 1967), Sables jaunes & sables longs (décembre 1987), La famille sur la paillote (août 1994), Le lépreux de Hô-Chi-Minh-Ville (mars 1995), Thanh, cyclo (juillet 1997), Le voyage secret du pape au Viêt Nam (avril 2005), dit et joué par Phillipe Polet, comédien, et Régine Paquet, marionnettiste, au Château de Chamerolles dans le cadre du Prix Boccace 2015, Brève de Viet Kieu (janvier 2007), L’incroyable histoire véridique d’un bras (juillet 2013), Éclats de vies (2014).
Les Neuf fils de Madame Thu, réédition de l'ouvrage précédent, préfacé par Colette Lambrichs, Éditions du Canoë, Bourg-en-Gironde, 6 juin 2025.  (ISBN 978 2 487 558 07 6)
Huit destins de femmes Une férocité ordinaire, Éditions H Diffusion, 10 novembre 2020, Paris.  (ISBN 978 2 3634 5113 2) comprend : Sophie du Quercy (1832 – 1876) ; Cheyenne des Grandes Plaines (1915 – 1930) ; Elena de Moscou (1950 – 1999) ; Nuna d’Ouelen (1956 – 2001) ; Folasade de Karimama (1975 – 2004) ; Roja de Chinchero (1965 – 2010) ; Bantoue du Kivu (1967 – 2015) ; Zareena de Wana (2000 – 2019) ; FEMME [fam].

### Récits de vies, soties et brèves
éjectas / le hasard est nôtre, Éditions H Diffusion, juin 2021, Paris.  (ISBN 978 2 3634 5121 7) comprend : Janis, étoile filante ; Marilyn, image de l’image ; Abel Solo, ver ; Maria, madone de chair ; Amélie, veuve Coquelicot ; Madame Rosalie, mercière ; L’estropié est nègre ; Vacances ; La danseuse de la Terre ; Murène, ministre de la Météorologie ; Le pêcheur de gros ; L’homme au sexe qui parle ; Je suis un OGM ; L’homme à tête de cochon ; Roc-Amadour-sur-Mer ; Portes ouvertes en Enfer ; La rivière ; L’arbre ; La religion universelle du Temps ; Lettre d’un père à sa fille ; Lettre d’un père à son fils ; À ma crémation.

### Récits de voyages
Viêt Nam, voyages d'après-guerres, avec 40 dessins de l'auteur , Éditions du Canoë (rebond des Éditions de La Différence), Paris, 3 mai 2018.  (ISBN 978-2-490251-01-8), comprend :
À l’existence emportée ; Préliminaire ; Hanoi ; Hanoi – Lao Cai – Sa Pa ; Sa Pa – Lao Cai – Hanoi ; Hanoi – Ninh Binh – Hoa Lu – Tam Coc – Hanoi ; Hanoi – Hai Phong – Ha Long ; Hanoi – Phu Ly – Thanh Hoa – Vinh – Ha Tinh – Dong Hoi – Vinh Moc – Dong Ha – Hué ; Hué – Da Nang – Hoi An ; Hoi An – Kon Tum – Plei Ku ; Plei Ku – Ban Me Thuot ; Ban Me Thuot – Ninh Hoa – Nha Trang ; Nha Trang – Da Lat ; Da Lat – Mui Né ; Mui Né – Phan Thiet – Xuan Loc – Bien Hoa – Ho-Chi-Minh-Ville ; Ho-Chi-Minh-Ville – Tan An – My Tho – Cai Be – Vinh Long – Can Tho ; Can Tho – Soc Trang – Bac Lieu – Ca Mau ; Ca Mau – Pointe de Ca Mau – Ca Mau ; Ca Mau – Rach Gia – Ba Chuc – Chau Doc ; Chau Doc – Long Xuyen – Île d'An Gieng ; Ho-Chi-Minh-Ville, ma pute adorée.

### Conte
Les Naufragés de la Grande Ourse avec 4 illustrations de Julio Le Parc, Éditions du Canoë, Paris, 5 novembre 2021.  (ISBN 978-2-490251-53-7)
Un vaisseau chargé d’humains à la dérive qui voyage aux confins de l’espace, du temps, de la perception. Ils ont gardé la mémoire de ce qu’ils ont un jour nommé quand ils étaient sur terre : Grande Ourse, Pléiades, Vénus, Soleil, Mercure, Mars, Jupiter, Cérès. Ils sont des naufragés. Ils naviguent à travers les soleils, les galaxies à la vitesse de millions d’années-lumière. Qui sont-ils ? Qui sommes-nous ? Rien. Le rêve, peut-être, d’une infime poussière d’étoile. À la mesure du temps humain, ce petit ouvrage est un conte universel, poétique et réel à la fois ; tandis qu’à l’échelle de l’éternité, c’est celui du prodigieux retour de nos composants vers leurs origines, les étoiles.

### Poésie
La mer tout entière, Z4éditions, Les Nans, octobre 2023,  (ISBN 978-2-38113-061-3), comprend : Sirène de feu ; Poussières de terre ; Thomas, versets 1961 à 1973 ; Sirène de glace.
π, Z4 Editions, Les Nans, 2025; comprend : La Constante; L'Irrationnel; Le Transcendant. (ISBN 978-2-38113-086-6) 

### Filmographie
- Un regard sur le Viêt Nam, dix épisodes, reportage dédié à la romancière Franca Maï[89].
- André Bouny apparait au côté de Noam Chomsky, entre autres, dans le film Agent orange, une bombe à retardement, réalisé par Thuy Tien Ho et Laurent Lindebrings, produit par Orchidée, diffusé par Doriane Films[90].
- Conseiller de Bruno Boulianne et Loreto Garrido pour le film La guerre qui ne finit pas de Télé-Québec[91], prix Les Gémeaux 2008 du meilleur reportage télévision Radio-Canada[92].
- Le poison de la paix, Envoyé spécial (la Suite), France 2[93].